# 天主教薩沃納-諾利教區
天主教薩沃納-諾利教區（拉丁語：Dioecesis Savonensis-Naulensis），是義大利一個天主教教區。屬熱那亞總教區。
教區包括薩沃納省東部和熱那亞省西部。2010年有教友146,410人，佔總人口98.4%。有七十一個堂區、司鐸126名。現任教區主教為維托里奧·盧皮。

## 歷史
薩沃納教區的前身瓦多教區，第一位有文獻記載的主教出現於680年。此後教座遷至薩沃納，其轄區及財產於992年確定。教區原屬米蘭總教區。
諾利教區成立於1239年，屬熱那亞總教區並與布魯尼亞托教區聯合，直到1245年8月13日解除，新教區的收入還要靠解一家散修道院來彌補。
1502年薩沃納及諾利兩教區曾短暫聯合過。1806年4月5日，薩沃納教區改屬熱那亞總教區。1820年11月25日兩個教區再度聯合。1986年9月30日兩個教區合併並易名至今。
歷史上有兩任教宗曾任本教區主教（或宗座署理）：諾森八世和儒略二世。1536年聖母曾在當地顯現了兩次。